# Lajos László Papp
Lajos László Papp (Budapest, 22 novembre 1906 – Budapest, 5 luglio 1986) è stato un calciatore ungherese, di ruolo difensore.
Arrivà al Ferencvaros nel 1927, due anni dopo una stagione in massima serie con l'Erzsébetfalvi TC, nella quale le sue prestazioni gli valsero anche una chiamata in Nazionale di calcio dell'Ungheria nonostante la retrocessione dei suoi a fine annata.
Rimase in biancoverde per un decennio, vincendo 2 campionati (1931–32, 1933–34) e 2 Coppe d'Ungheria (1933, 1935). Durante il periodo della sua militanza il Ferencvaros vinse anche 2 Coppe Mitropa (128, 1937), ma lui non scese mai in campo per tale competizione in quelle annate.